# Protaetia
Protaetia är ett släkte av skalbaggar som beskrevs av Hermann Burmeister 1842. Enligt Catalogue of Life ingår Protaetia i familjen Cetoniidae, men enligt Dyntaxa är tillhörigheten istället familjen bladhorningar.

## Dottertaxa tillProtaetia, i alfabetisk ordning[1][2]
- Protaetia absidata
- Protaetia acantha
- Protaetia acutissima
- Protaetia adelpha
- Protaetia adspersa
- Protaetia advena
- Protaetia aeneipes
- Protaetia aeruginosa
- Protaetia aethiessina
- Protaetia affinis
- Protaetia afflicta
- Protaetia afghana
- Protaetia agglomerata
- Protaetia alboguttata
- Protaetia allardi
- Protaetia ambigua
- Protaetia andamanarum
- Protaetia andrewsi
- Protaetia angustata
- Protaetia annae
- Protaetia anneliae
- Protaetia anovittata
- Protaetia antoinei
- Protaetia aruensis
- Protaetia asiatica
- Protaetia aterrima
- Protaetia audreyae
- Protaetia aurichalcea
- Protaetia auripes
- Protaetia bellula
- Protaetia besucheti
- Protaetia bidentipes
- Protaetia bifenestrata
- Protaetia bipunctata
- Protaetia bogdanoffi
- Protaetia bogdanovi
- Protaetia boholica
- Protaetia bokonjici
- Protaetia boudanti
- Protaetia boulleti
- Protaetia bremei
- Protaetia brevitarsis
- Protaetia burmanica
- Protaetia buruensis
- Protaetia butozani
- Protaetia calcuttensis
- Protaetia candezei
- Protaetia cariana
- Protaetia carinicollis
- Protaetia catanduanesiensis
- Protaetia cataphracta
- Protaetia cathaica
- Protaetia caucasica
- Protaetia caudata
- Protaetia celebica
- Protaetia ceylanica
- Protaetia chaminadei
- Protaetia chewi
- Protaetia chicheryi
- Protaetia chicheryiana
- Protaetia ciliata
- Protaetia ciocolatina
- Protaetia coenosa
- Protaetia coeruleosignata
- Protaetia collfsi
- Protaetia compacta
- Protaetia confusa
- Protaetia conspersa
- Protaetia crassipes
- Protaetia cretica
- Protaetia culta
- Protaetia cuprea - Olivgrön guldbagge
- Protaetia cupreola
- Protaetia cupriceps
- Protaetia cuprina
- Protaetia cupripes
- Protaetia cyanea
- Protaetia cyanescens
- Protaetia davaoana
- Protaetia dayaoensis
- Protaetia degrevei
- Protaetia descarpentriesi
- Protaetia distincta
- Protaetia drumonti
- Protaetia ducalis
- Protaetia elegans
- Protaetia elizabethae
- Protaetia endroedii
- Protaetia engelhardi
- Protaetia evangelinae
- Protaetia exasperata
- Protaetia excavata
- Protaetia excisithorax
- Protaetia famelica
- Protaetia fausti
- Protaetia ferruginea
- Protaetia fieberi
- Protaetia flutschi
- Protaetia flutschiana
- Protaetia formosana
- Protaetia francisi
- Protaetia franzi
- Protaetia fruhstorferi
- Protaetia fukinukii
- Protaetia fulgidipes
- Protaetia funebris
- Protaetia funesta
- Protaetia fusca
- Protaetia fuscovirens
- Protaetia gertrudae
- Protaetia gestroi
- Protaetia golestanica
- Protaetia goudoti
- Protaetia guérini
- Protaetia gueyraudi
- Protaetia guttulata
- Protaetia hageni
- Protaetia hainanensis
- Protaetia hamidi
- Protaetia hammondi
- Protaetia handschini
- Protaetia heinrichi
- Protaetia herteli
- Protaetia hiekeiana
- Protaetia hieroglyphica
- Protaetia himalayana
- Protaetia horni
- Protaetia humeralis
- Protaetia hungarica
- Protaetia ignisternum
- Protaetia ignot
- Protaetia igorata
- Protaetia ikonomovi
- Protaetia impavida
- Protaetia inanis
- Protaetia incerta
- Protaetia indecora
- Protaetia indica
- Protaetia inexpectata
- Protaetia inquinata
- Protaetia insperata
- Protaetia insularis
- Protaetia interruptecostata
- Protaetia intricata
- Protaetia ishigakai
- Protaetia ishigakia
- Protaetia ismaeli
- Protaetia jacobsoni
- Protaetia jakli
- Protaetia jelineki
- Protaetia johani
- Protaetia judith
- Protaetia kalisi
- Protaetia karbalayei
- Protaetia karelini
- Protaetia kasriadii
- Protaetia kawaii
- Protaetia keithi
- Protaetia keyensis
- Protaetia khorasanica
- Protaetia kohouseki
- Protaetia kuehbandneri
- Protaetia kulabensis
- Protaetia kulzeri
- Protaetia kurosawai
- Protaetia labarosae
- Protaetia laevicostata
- Protaetia lambillionea
- Protaetia latimarginalis
- Protaetia lenzi
- Protaetia leucogramma
- Protaetia leucopyga
- Protaetia lewisi
- Protaetia ligularis
- Protaetia limbicollis
- Protaetia lineata
- Protaetia lombokiana
- Protaetia longipennis
- Protaetia lorkovici
- Protaetia loudai
- Protaetia lugubrides
- Protaetia lugubris
- Protaetia lumawigi
- Protaetia luridoguttata
- Protaetia lyrata
- Protaetia mandschuriensis
- Protaetia marceani
- Protaetia marginicollis
- Protaetia marmorata
- Protaetia mayeti
- Protaetia medvedevi
- Protaetia metallica
- Protaetia microbalia
- Protaetia miharai
- Protaetia miksici
- Protaetia miksiciana
- Protaetia milani
- Protaetia mindoroensis
- Protaetia mineti
- Protaetia minshanensis
- Protaetia mirifica
- Protaetia mixta
- Protaetia miyakoensis
- Protaetia montana
- Protaetia morio
- Protaetia multifoveolata
- Protaetia multiguttulata
- Protaetia neglecta
- Protaetia neonata
- Protaetia nigra
- Protaetia nigrobrunnea
- Protaetia nigropurpurea
- Protaetia nitididorsis
- Protaetia niveoguttata
- Protaetia nocturna
- Protaetia nodieri
- Protaetia novaki
- Protaetia nox
- Protaetia obiensis
- Protaetia oblonga
- Protaetia obscurella
- Protaetia obtusa
- Protaetia ochroplagiata
- Protaetia olivacea
- Protaetia opaca
- Protaetia orientalis
- Protaetia oschimana
- Protaetia palembangeana
- Protaetia papuana
- Protaetia paulianiana
- Protaetia pauperata
- Protaetia pavicevici
- Protaetia pectoralis
- Protaetia peregrina
- Protaetia persica
- Protaetia petrovi
- Protaetia philippensis
- Protaetia plebeja
- Protaetia porloyi
- Protaetia potanini
- Protaetia pretiosa
- Protaetia procera
- Protaetia proctotricha
- Protaetia prolongata
- Protaetia prunina
- Protaetia pryeri
- Protaetia pseudohageni
- Protaetia pseudoheydeni
- Protaetia puncticollis
- Protaetia purpureipes
- Protaetia purpurissata
- Protaetia quadriadspersa
- Protaetia querula
- Protaetia rana
- Protaetia rataji
- Protaetia reflexa
- Protaetia regalis
- Protaetia renei
- Protaetia resplendens
- Protaetia rubrocuprea
- Protaetia rudis
- Protaetia rufescens
- Protaetia rufocuprea
- Protaetia ruteri
- Protaetia ruteriana
- Protaetia sakaiana
- Protaetia salomoensis
- Protaetia salvazai
- Protaetia sangirensis
- Protaetia sardea
- Protaetia sauteri
- Protaetia scepsia
- Protaetia scutellaris
- Protaetia sericophora
- Protaetia shamil
- Protaetia shelkovnikovi
- Protaetia siamensis
- Protaetia sircari
- Protaetia solorensis
- Protaetia soulai
- Protaetia speciosa
- Protaetia spectabilis
- Protaetia speculifera
- Protaetia splendidula
- Protaetia squamipennis
- Protaetia squamosa
- Protaetia strigicollis
- Protaetia subpilosa
- Protaetia subviridis
- Protaetia sulana
- Protaetia sulawesiana
- Protaetia sutchuenica
- Protaetia sutteri
- Protaetia szechenyi
- Protaetia taciturna
- Protaetia talicici
- Protaetia teisseyrei
- Protaetia tenuicollis
- Protaetia tenuivestis
- Protaetia ternatana
- Protaetia terrosa
- Protaetia tesari
- Protaetia thibetana
- Protaetia tibialis
- Protaetia timorensis
- Protaetia tomiana
- Protaetia tristicula
- Protaetia trojana
- Protaetia tropida
- Protaetia turkestanica
- Protaetia turlini
- Protaetia uhligi
- Protaetia venerabilis
- Protaetia ventralis
- Protaetia vermifer
- Protaetia whitehousei
- Protaetia vidua
- Protaetia wiebesi
- Protaetia vietnamica
- Protaetia wongi
- Protaetia yunnana
- Protaetia zagrosica

## Bildgalleri

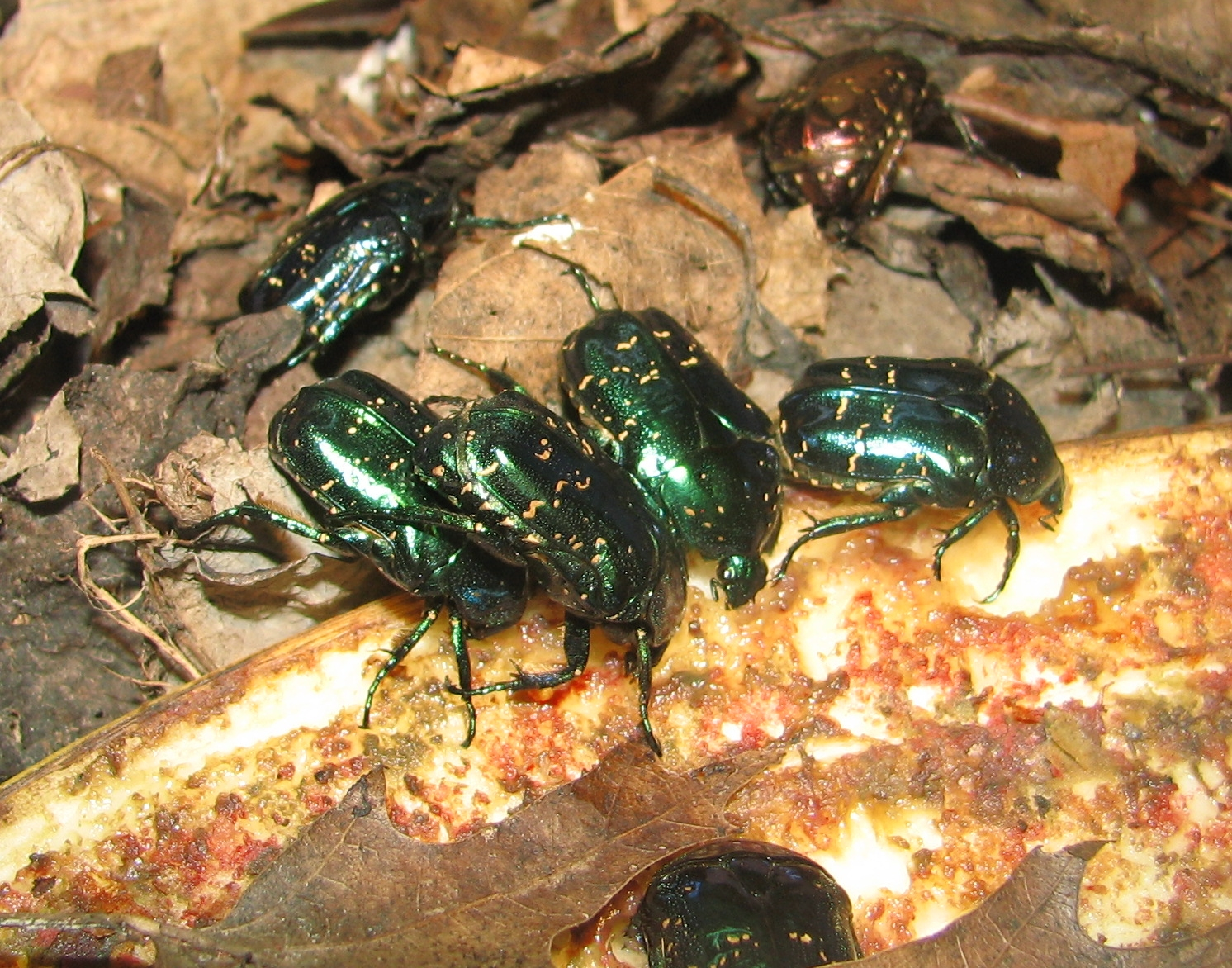
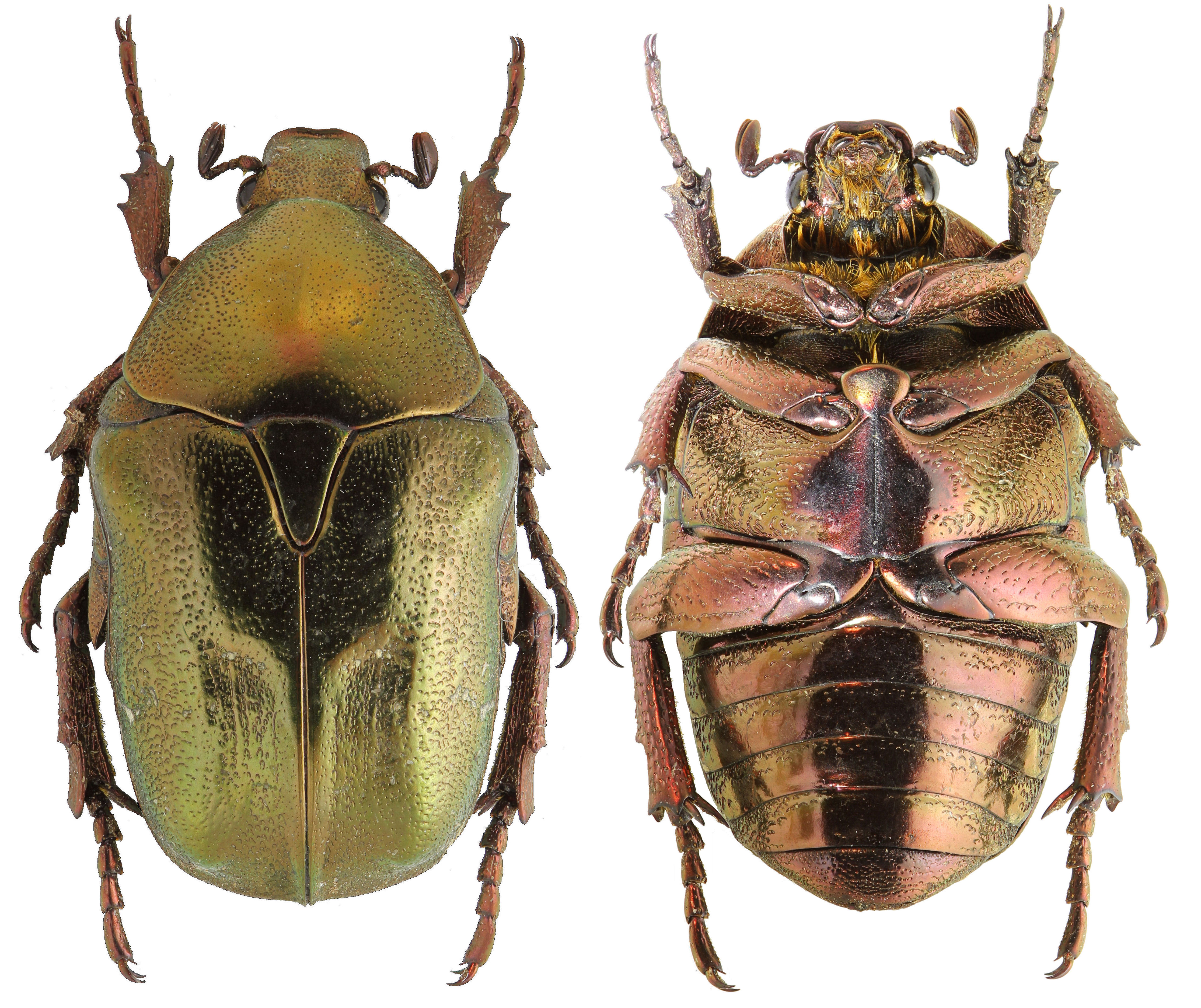
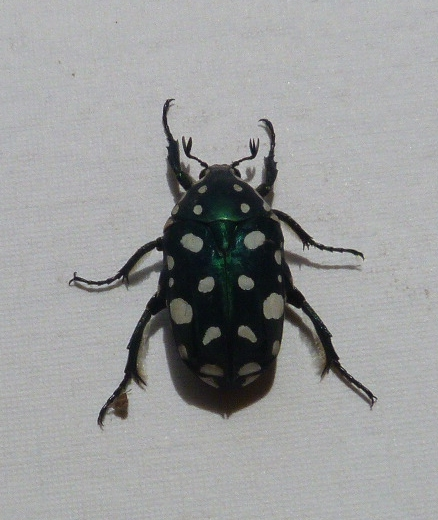
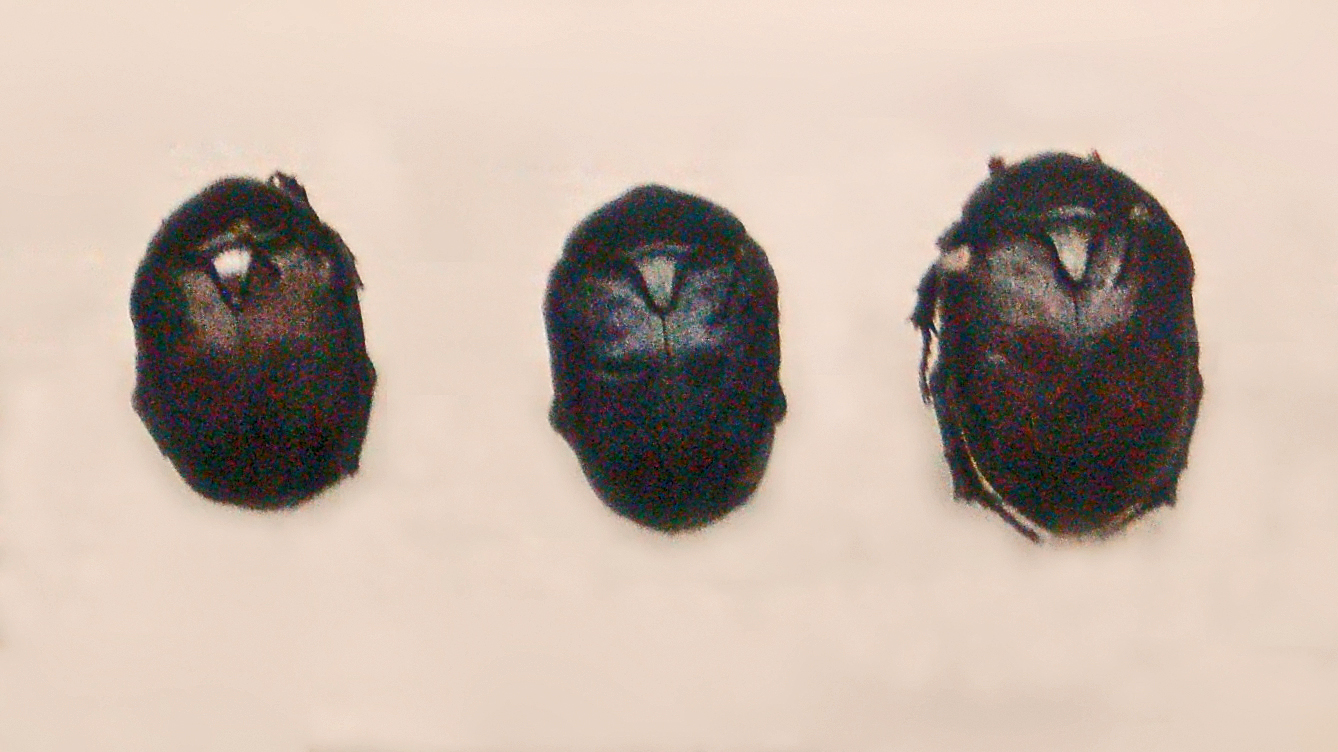
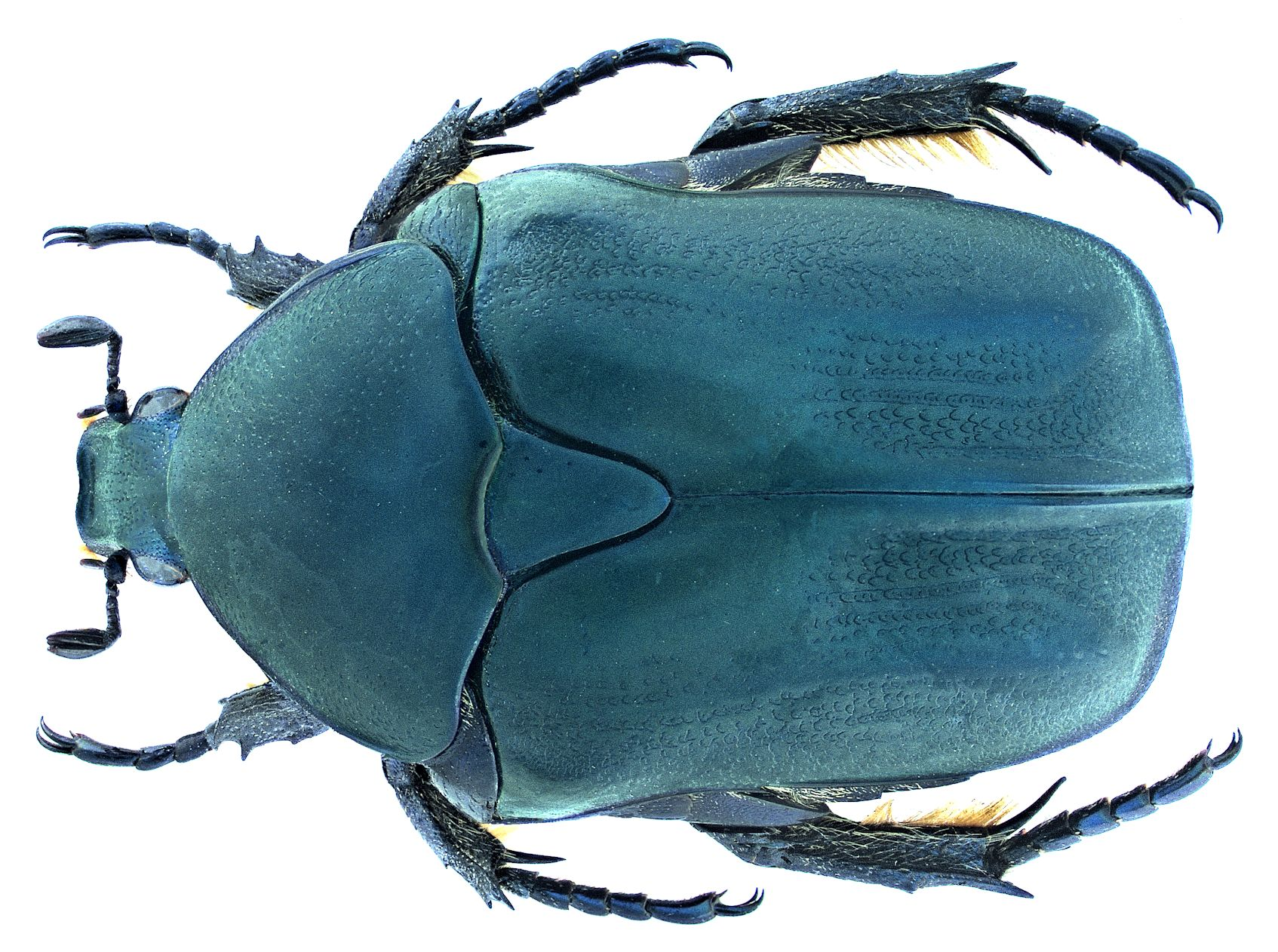